# 拉達陸
拉達陸（英語：Lada Terra）是金星上最小的大陸，與其他大陸不同，表面遍布著冕狀物。

## 特徵
平均高度高出金星地表4000公尺，附近地形則平均只高出金星地表1500公尺；拉達陸上最大的魁特札尔皮特莱特尔冕狀物位在它的西部，其他代表性的冕狀物還有埃西诺哈冕狀物和奥特汗冕狀物。
拉维尼亚平原和艾诺平原分別位在拉達陸的東北方及西北方。